# Golo Brdo, Medvode
Golo Brdo este o localitate din comuna Medvode, Slovenia, cu o populație de 342 de locuitori.